# Football Club Canavese 2008-2009
Questa voce raccoglie le informazioni riguardanti il Football Club Canavese nelle competizioni ufficiali della stagione 2008-2009.

## Rosa
| N. |                    | Ruolo | Calciatore          |
| -- | ------------------ | ----- | ------------------- |
|    | Italia (bandiera)  | C     | Giovanni Abate      |
|    | Italia (bandiera)  | C     | Fabio Andreulli     |
|    | Italia (bandiera)  | A     | Roberto Barbieri    |
|    | Italia (bandiera)  | C     | Christian Berger    |
|    | Italia (bandiera)  | D     | Giuseppe Cacciatore |
|    | Italia (bandiera)  | A     | Marco Capraro       |
|    | Italia (bandiera)  | D     | Luca Carretto       |
|    | Italia (bandiera)  | D     | Giorgio Conrotto    |
|    | Italia (bandiera)  | C     | Marco Cristini      |
|    | Italia (bandiera)  | C     | Giorgio Del Signore |
|    | Nigeria (bandiera) | C     | Osarimen Ebagua     |
|    | Italia (bandiera)  | A     | Andrea Fabbrini     |
|    | Italia (bandiera)  | A     | Daniele Federici    |

| N. |                   | Ruolo | Calciatore       |
| -- | ----------------- | ----- | ---------------- |
|    | Italia (bandiera) | D     | Antonio Grillo   |
|    | Italia (bandiera) | D     | Luca Lagnese     |
|    | Italia (bandiera) | C     | Davide Lodi      |
|    | Italia (bandiera) | A     | Danny Monteleone |
|    | Italia (bandiera) | C     | Vito Montemurro  |
|    | Italia (bandiera) | C     | Daniele Niada    |
|    | Italia (bandiera) | C     | Andrea Ottonello |
|    | Italia (bandiera) | D     | Luca Pagliarulo  |
|    | Italia (bandiera) | A     | Lorenzo Parisi   |
|    | Italia (bandiera) | P     | Fabrizio Pinelli |
|    | Italia (bandiera) | P     | Andrea Pozzato   |
|    | Italia (bandiera) | C     | Manuele Sillano  |